# SEAT Tango
SEAT Tango – koncepcyjny dwudrzwiowy roadster marki SEAT zaprezentowany podczas Międzynarodowego Salonu Samochodowego we Frankfurcie w 2001 roku.

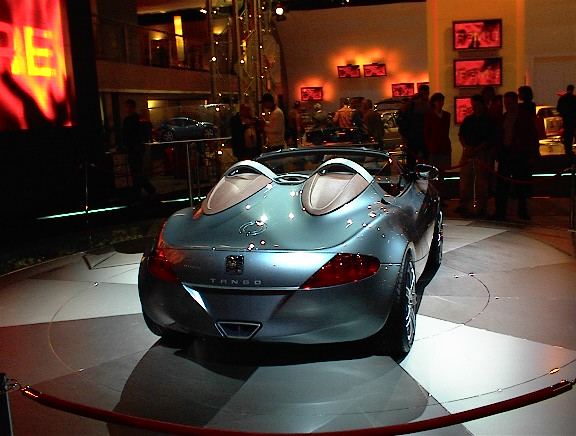
Tył SEATa Tango

O sportowym charakterze pojazdu świadczy centralnie umieszczona końcówka wydechu. Nadwozie pojazdu wykonano z aluminium. Zamontowano w nim m.in. zmodyfikowaną konstrukcję klatki bezpieczeństwa ze znanych samochodów WRC oraz w wiele systemów bezpieczeństwa: przednie i boczne poduszki powietrzne, ABS, system kontroli trakcji i ESP. 
Na bazie Tango przedstawiono także dwa projekty: coupe z twardym dachem oraz wyścigową wersję z jednym fotelem i dużym spoilerem. Projektów nigdy nie wprowadzono do produkcji.